# Вестерлунд, Эркка
Э́ркка Ве́стерлунд (фин. Erkka Westerlund; род. 30 марта 1957, Перная, Уусимаа) — финский хоккеист и тренер.

## Биография
Эркка Вестерлунд провёл несколько матчей за молодёжную команду хоккейного клуба «Лукко» в сезоне 1973/74. На профессиональном уровне отыграл два сезона в первом финском дивизионе. В 1985 году возглавил хоккейный клуб ЮП как играющий тренер. В сезоне 1989/90 вывел свой родной клуб, «Лукко», в высшую лигу. В 1997 году, после долгого перерыва в карьере, Эркка возглавил клуб ХИФК, в первом же сезоне завоевав золото чемпионата. В следующем году Вестерлунд вывел свой клуб в финал плей-офф, где ХИФК уступил ТПС. В 1999 году возглавил и вывел в финал столичный «Йокерит», уступив в нём всё тому же ТПС. В сезоне 2000/01 был уволен с поста главного тренера «Йокерита», который занял Раймо Сумманен. После четырёхлетнего перерыва Эркка Вестерлунд принял на себя финскую национальную сборную. Под его руководством команда Финляндии завоевала серебряные медали Олимпиады-2006, а также бронзу чемпионата 2006 и серебро чемпионата 2007 годов. С 2010 по 2012 года во второй раз возглавлял «Йокерит». С 2013 по 2014 — снова в сборной, с которой завоевал бронзовые медали на Олимпиады-2014. В этом же году состоялось третье возвращение Эркки в столичный клуб. 24 марта 2017 года подписал 2-летний контракт с уфимским «Салаватом Юлаевым», и выиграл Кубок Губернатора Нижегородской области (Нижний Новгород, август 2017). В апреле 2018 года Эркка Вестерлунд покинул пост главного тренера хоккейного клуба «Салават Юлаев» по обоюдному согласию сторон.

### Статистика главного тренера
(данные до 2014 г. не приведены)
Последнее обновление: 05 апреля 2016 года
| Команда     | Турнир-сезон | Регулярный сезон | Регулярный сезон | Регулярный сезон | Регулярный сезон | Регулярный сезон | Регулярный сезон | Регулярный сезон | Регулярный сезон | Регулярный сезон | Плей-офф | Плей-офф | Плей-офф          |
| Команда     | Турнир-сезон | И                | В                | ВО/ВБ            | Н                | ПО/ПБ            | П                | О                | О%               | Результат        | В        | П        | Результат         |
| ----------- | ------------ | ---------------- | ---------------- | ---------------- | ---------------- | ---------------- | ---------------- | ---------------- | ---------------- | ---------------- | -------- | -------- | ----------------- |
| Йокерит     | КХЛ 2014–15  | 60               | 35               | 5                | -                | 4                | 16               | 119              | 66,1%            | 4-е на Западе    | 5        | 5        | 1/2 финала Запада |
| Йокерит     | КХЛ 2015–16  | 60               | 31               | 5                | -                | 5                | 19               | 108              | 60,0%            | 3-е на Западе    | 2        | 4        | 1/4 финала Запада |
| Всего в КХЛ | Всего в КХЛ  | 120              | 66               | 10               | -                | 9                | 35               | 227              | 63,0%            |                  | 7        | 9        |                   |